# Krzysztof Piątek
Krzysztof Piątek (Dzierżoniów, 1995. július 1.–) lengyel válogatott labdarúgó, a katari ed-Duhaíl játékosa.

## Pályafutása

### Zagłębie Lubin és Cracovia
2014. március 18-án, a Zagłębie Lubin színeiben mutatkozott be a lengyel élvonalban.
2016-ban a Cracovia játékosa lett és a következő két idényben 63 bajnoki mérkőzésen 32 alkalommal talált az ellenfelek hálójába. A 2017–18-as szezonban 21 góljával a góllövőlista harmadik helyén végzett.

### Genoa
2018. június 8-án aláírt az olasz élvonalban szereplő Genoához, akik négymillió eurót fizettek érte. A Lecce elleni debütálása alkalmával 19 perc alatt mesterhármast, összesen négy gólt szerzett az Olasz Kupában. Augusztus 26-án debütált a Serie A-ban, ugyancsak góllal az Empoli elleni 2–1-es győzelemkor. Ugyan a két következő bajnoki fordulóban a Genoa vereséget szenvedett, de Piątek lett Andrij Sevcsenko után az első, aki az első öt olasz bajnoki mérkőzésén négy gólt szerez.
Szeptember 28-án, a Chievo elleni 2-0-s győztes bajnokin tizedik gólját is megszerezte a klubban, és ő lett az első aki az európai élbajnokságok labdarúgói közül elsőként elérte ezt a számot a szezonban. Szeptember 30-án Piątek újabb bajnoki gólt szerzett, hatodik mérkőzésén a hatodikat, ez pedig a legjobb szezonkezdet volt egy játékostól Karl Aage Hansen 1949-50-es szezonban mutatott teljesítménye óta.
A Parma elleni 3–1-es vereség alkalmával is ő szerezte csapata gólját, ezzel Gabriel Batistuta 1994–95-ös idényben nyújtott produkciója óta ő lett az első, aki az első hét Seria A-s bajnokiján a kapuba talált. Formájával több európai nagy csapat érdeklődését is felkeltette.

### AC Milan
2019. január 23-án az AC Milan bejelentette, hogy a távozó Gonzalo Higuaín pótlására 35 000 000 euróért szerződtette Piąteket a Genoától. A lengyel csatár 2023 nyaráig szóló szerződést írt alá.
A bajnokságban január 26-án mutatkozott be új csapatában, Patrick Cutrone helyére állt be csereként a 71. percben a Napoli elleni találkozón. Három nappal később, ugyancsak a Napoli ellen a kezdőcsapat tagja volt az Olasz Kupa negyeddöntőében és két góljával eldöntötte a 2-0-ra megnyert mérkőzést.

### Hertha BSC
2020. január 30-án aláírt a német Hertha BSC csapatához 27 millió euróért és a 7-es mezszámot kapta meg.

### Fiorentina
2022. január 8-án jelentették be, hogy a 2021–22-es idény végéig kölcsönbe került a Fiorentina csapatához vételi opcióval.

### Salernitana
2022. szeptember 1-jén a Salernitana vételi opcióval vette kölcsön.

### İstanbul Başakşehir
2023. július 18-án a török İstanbul Başakşehir szerződtette.

### Ed-Duhaíl
2025. június 3-án csatlakozott a katari ed-Duhaíl csapatához.

### A válogatottban
Piątek szerepelt a lengyelek előzetes, 35 fős keretébe, de végül nem utazhatott a 2018-as világbajnokságra. 2018. szeptember 11-én mutatkozott be a válogatottban. Pontosan egy hónappal később, a Portugália elleni 2018–2019-es UEFA Nemzetek Ligája mérkőzésen első válogatott gólját is megszerezte.

## Statisztika

### Klubcsapat
2022. majus 16-án lett frissítve.
| Klub                  | Szezon         | Bajnokság      | Bajnokság     | Bajnokság | Országos kupa | Országos kupa | Nemzetközi kupa | Nemzetközi kupa | Összesen      | Összesen |
| Klub                  | Szezon         | Bajnokság      | Pályára lépés | Gól       | Pályára lépés | Gól           | Pályára lépés   | Gól             | Pályára lépés | Gól      |
| --------------------- | -------------- | -------------- | ------------- | --------- | ------------- | ------------- | --------------- | --------------- | ------------- | -------- |
| Lechia Dzierżoniów    | 2012–13        | III liga       | 6             | 0         | –             | –             | –               | –               | 6             | 0        |
| Zagłębie Lubin        | 2013–14        | Ekstraklasa    | 4             | 0         | 0             | 0             | –               | –               | 4             | 0        |
| Zagłębie Lubin        | 2014–15        | I liga         | 30            | 8         | 3             | 1             | –               | –               | 33            | 9        |
| Zagłębie Lubin        | 2015–16        | Ekstraklasa    | 33            | 6         | 3             | 2             | –               | –               | 36            | 8        |
| Zagłębie Lubin        | 2016–17        | Ekstraklasa    | 5             | 1         | 1             | 0             | 6               | 0               | 12            | 1        |
| Zagłębie Lubin        | Összesen       | Összesen       | 72            | 15        | 7             | 3             | 6               | 0               | 85            | 18       |
| Cracovia              | 2016–17        | Ekstraklasa    | 27            | 11        | –             | –             | –               | –               | 27            | 11       |
| Cracovia              | 2017–18        | Ekstraklasa    | 36            | 21        | 2             | 0             | –               | –               | 38            | 21       |
| Cracovia              | Összesen       | Összesen       | 63            | 32        | 2             | 0             | 0               | 0               | 65            | 32       |
| Genoa                 | 2018–19        | Serie A        | 19            | 13        | 2             | 6             | –               | –               | 21            | 19       |
| Milan                 | 2018–19        | Serie A        | 18            | 9         | 3             | 2             | –               | –               | 21            | 11       |
| Milan                 | 2019–20        | Serie A        | 18            | 4         | 2             | 1             | –               | –               | 20            | 5        |
| Milan                 | Összesen       | Összesen       | 36            | 13        | 5             | 3             | 0               | 0               | 41            | 16       |
| Hertha BSC            | 2019–20        | Bundesliga     | 15            | 4         | 1             | 1             | –               | –               | 16            | 5        |
| Hertha BSC            | 2020–21        | Bundesliga     | 32            | 7         | 0             | 0             | –               | –               | 32            | 7        |
| Hertha BSC            | 2021–22        | Bundesliga     | 9             | 1         | 1             | 0             | –               | –               | 10            | 1        |
| Hertha BSC            | Összesen       | Összesen       | 56            | 12        | 2             | 1             | 0               | 0               | 58            | 13       |
| Fiorentina (kölcsön)  | 2021–22        | Serie A        | 14            | 3         | 4             | 3             | –               | –               | 18            | 6        |
| Salernitana (kölcsön) | 2022–23        | Serie A        | 33            | 4         | –             | –             | –               | –               | 33            | 4        |
| İstanbul Başakşehir   | 2023–24        | Süper Lig      | 0             | 0         | 0             | 0             | 0               | 0               | 0             | 0        |
| Teljes karrier        | Teljes karrier | Teljes karrier | 299           | 92        | 22            | 16            | 6               | 0               | 327           | 108      |

### A válogatottban
| Válogatott    | Év       | Pályára lépés | Gól |
| ------------- | -------- | ------------- | --- |
| Lengyelország | 2018     | 2             | 1   |
| Lengyelország | 2019     | 8             | 4   |
| Lengyelország | 2020     | 5             | 2   |
| Lengyelország | 2021     | 6             | 2   |
| Lengyelország | 2022     | 6             | 2   |
| Összesen      | Összesen | 27            | 11  |

#### Góljai a válogatottban
| #  | Időpont            | Helyszín                                       | Ellenfél        | Gólok | Eredmény | Kiírás                                     |
| -- | ------------------ | ---------------------------------------------- | --------------- | ----- | -------- | ------------------------------------------ |
| 1  | 2018. október 11.  | Stadion Śląski, Chorzów, Lengyelország         | Portugália      | 1–0   | 2–3      | 2018–2019-es UEFA Nemzetek Ligája (A liga) |
| 2  | 2019. március 21.  | Ernst Happel Stadion, Bécs, Ausztria           | Ausztria        | 1–0   | 1–0      | 2020-as EB-selejtező                       |
| 3  | 2019. június 7.    | II. Fülöp Aréna, Szkopje, Észak-Macedónia      | Észak-Macedónia | 1–0   | 1–0      | 2020-as EB-selejtező                       |
| 4  | 2019. június 10.   | Nemzeti Stadion, Varsó, Lengyelország          | Izrael          | 1–0   | 4–0      | 2020-as EB-selejtező                       |
| 5  | 2019. november 16. | Teddy Stadion, Jeruzsálem, Izrael              | Izrael          | 2–0   | 2–1      | 2020-as EB-selejtező                       |
| 6  | 2020. október 7.   | Stadion Energa, Gdańsk, Lengyelország          | Finnország      | 4–0   | 5–1      | Barátságos mérkőzés                        |
| 7  | 2020. november 11. | Stadion Śląski, Chorzów, Lengyelország         | Ukrajna         | 1–0   | 2–0      | Barátságos mérkőzés                        |
| 8  | 2021. március 25.  | Puskás Aréna, Budapest, Magyarország           | Magyarország    | 1–2   | 3–3      | 2022-es VB-selejtező                       |
| 9  | 2021. október 9.   | Nemzeti Stadion, Varsó, Lengyelország          | San Marino      | 5–0   | 5–0      | 2022-es VB-selejtező                       |
| 10 | 2022. március 24.  | Hampden Park, Glasgow, Skócia                  | Skócia          | 1–1   | 1–1      | Barátságos mérkőzés                        |
| 11 | 2022. november 16. | Stadion Wojska Polskiego, Varsó, Lengyelország | Chile           | 1–0   | 1–0      | Barátságos mérkőzés                        |

## További információ
- Krzysztof Piątek a 90minut.pl oldalon (lengyelül)
- Krzysztof Piątek adatlapja a Soccerway oldalon (angolul)